# Parabembras robinsoni
Parabembras robinsoni is een straalvinnige vissensoort uit de familie van diepwaterplatkopvissen (Parabembridae). De wetenschappelijke naam van de soort is voor het eerst geldig gepubliceerd in 1921 door Regan.